# شيريل بيكر (مغنية)
شيريل بيكر (بالإنجليزية: Cheryl Baker)‏ هي مقدمة تلفزيونية ومغنية بريطانية، ولدت في 8 مارس 1954 في إنجلترا في المملكة المتحدة.

## وصلات خارجية
- الموقع الرسمي
- شيريل بيكر على موقع IMDb (الإنجليزية)
- شيريل بيكر على موقع ميوزك برينز (الإنجليزية)
- شيريل بيكر على موقع أول ميوزيك (الإنجليزية)
- شيريل بيكر على موقع ديسكوغز (الإنجليزية)